# ابروزردک پشت‌خال‌خالی
ابروزردک پشت‌خال‌خالی (نام علمی: Elaenia gigas) نام یک گونه از سرده ابروزردک است.